# Brocanter
Brocanter (del francès brocanteur) és la persona l'ofici de la qual és la compra i venda de tota classe d'objectes usats, en un principi d'entre cinquanta i cent anys. Sovint són considerats els germans petits dels antiquaris, que comercien amb objectes de més d'un segle d'antiguitat, encara que l'exactitud d'aquest límit entre ambdues professions no és gaire precisa. Sí que ho és, en canvi, el tipus de peça que tracten, doncs l'activitat dels brocanters acostuma a estar relacionada amb gènere de valor inferior.

## Fires de brocanters

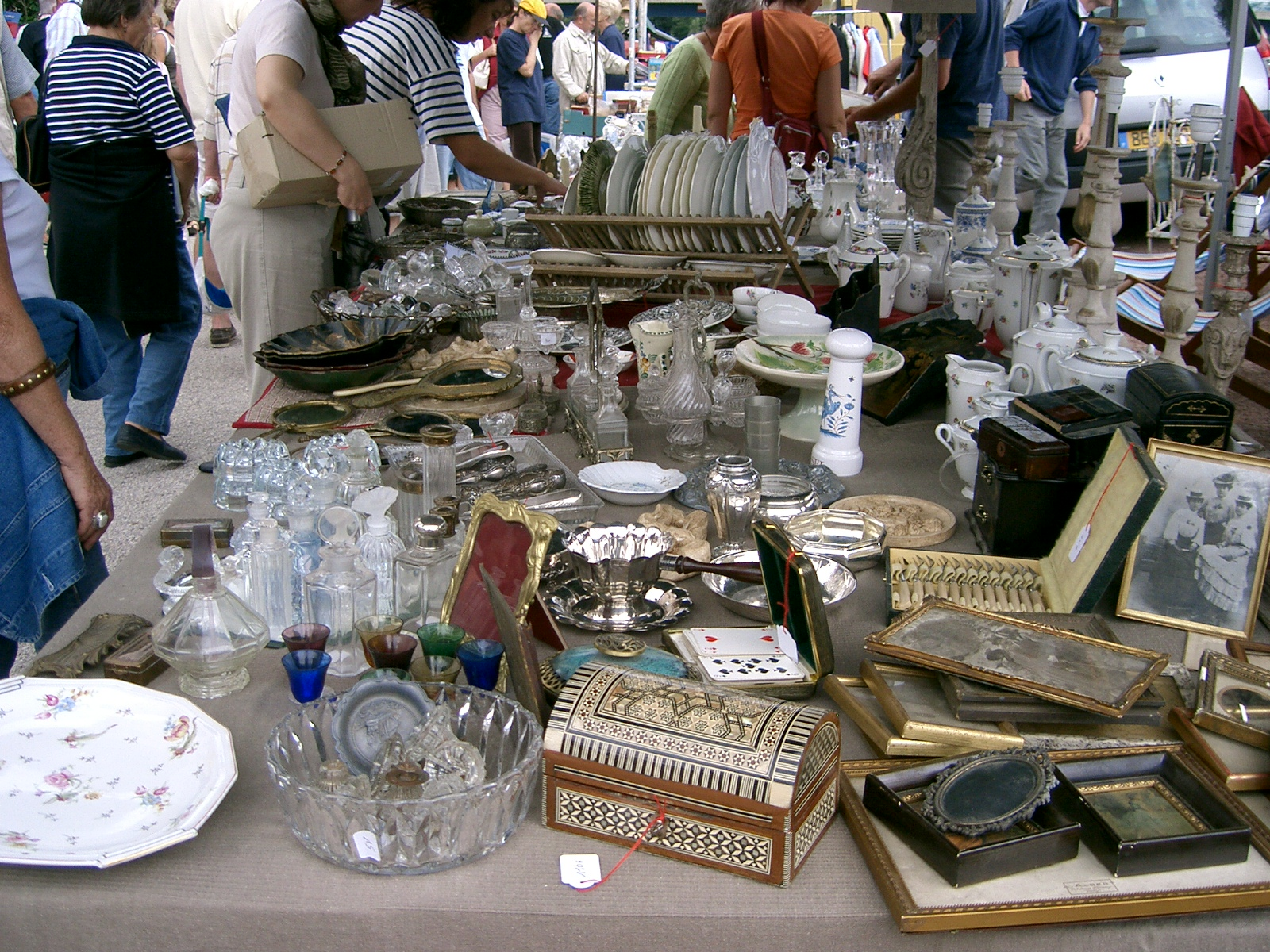
Parada de brocanter a Seurre, Borgonya (França)

Habitualment els brocanters desenvolupen la seva activitat comercial en fires, de caràcter temporal.
A la ciutat de Barcelona, per exemple, hi trobem les següents fires:
- Mercat Gòtic (Ciutat Vella): dijous
- Fira de Brocanters Moll de les Drassanes (Ciutat Vella): dissabtes i diumenges
- Encants del Gòtic (Ciutat Vella): dissabtes
- Els Encants Vells (Eixample): dilluns, dimecres, divendres i dissabtes
- Fira de Brocanters de la Gran Via (Eixample): durant les Festes de la Mercè, a la darrera setmana de setembre
- Els Brocanters de la Diagonal (Sarrià - Sant Gervasi): al març, i una setmana abans de Nadal
- Fira de Brocanters de Sarrià (Sarrià-Sant Gervasi): dimarts, excepte durant l'agost
- Mercat del Vell Estació de Sants (Sants-Montjuïc): dilluns, dimecres i divendres